# Иваново-Вознесенская губерния

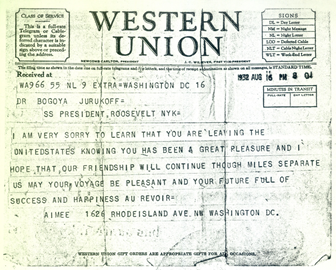
Телеграмма М. В. Фрунзе от 20 июня 1918 года: «Наша губерния официально утверждена сегодня двадцатаго под названием Ивановской точка поздравляю Фрунзе». Окончательное название стало «Иваново-Вознесенская».

Иваново-Вознесе́нская губе́рния — административно-территориальная единица РСФСР, существовавшая в 1918—1929 годах. Административный центр — город Иваново-Вознесенск.
Губерния была официально образована постановлением НКВД РСФСР 20 июня 1918 года (а не 18 июня, как указывалось в некоторых источниках) в промышленно развитом центре России. Её создание стало реализацией большевистской концепции переустройства административно-территориального деления страны путём образования «красных» губерний на базе крупных промышленных, пролетарских районов. Некоторое время в процессе утверждения документов губерния именовалась Ивановской (что отразилось в телеграмме М. В. Фрунзе об её утверждении), но окончательным официальным названием стало «Иваново-Вознесенская». Губерния стала одним из первых административных образований, созданных после Октябрьской революции 1917 года, и играла важную роль в экономике молодой Советской республики как центр текстильной промышленности и опора новой власти.
14 января 1929 года постановлением Президиума ВЦИК губерния была упразднена в связи с административной реформой, а её территория вошла в состав новообразованной Ивановской Промышленной области.

## История

### Предпосылки и идеология создания
Идея создания отдельной административной единицы в центре Иваново-Кинешемского промышленного района обсуждалась еще до революции. Большевики, критиковавшие старое административное деление России как «средневековое» и «крепостническое», видели в создании новых губерний на базе крупных промышленных центров реализацию своей концепции переустройства страны. Иваново-Вознесенск с его высокой концентрацией пролетариата («авангарда» по Ленину, хотя текстильщики считались менее сознательными, чем металлисты) и сильными позициями большевиков в местных Советах еще до Октября 1917 года, идеально подходил для создания такой «красной», пролетарской губернии, призванной стать опорой новой власти и инструментом распространения её влияния, в том числе на окружающее крестьянское население. Фрунзе так охарактеризовал причины её создания:
Район этот… представляет однородное экономическое целое, чрезвычайно тесно связанное в своих частях целой сетью всякого рода зависимостей. Это — центр чрезвычайно развитой хлопчатобумажной промышленности.

### Процесс создания (1917—1918)
Практические шаги по административному обособлению района начались после Февральской революции. Острый продовольственный кризис требовал координации усилий, и весной 1917 года по инициативе местных кооператоров и продовольственных управ был создан Иваново-Кинешемский продовольственный район с правами губернского продовольственного комитета. Это стало первым шагом к административному объединению.
После Октябрьской революции процесс ускорился. В декабре 1917 года съезд Советов, профсоюзов и других организаций текстильного района избрал Иваново-Кинешемский районный Совет («районный исполнительный комитет») и поручил ему подготовить вопрос об образовании новой губернии. II районный съезд Советов в январе 1918 года подтвердил это решение и предложил уездным Советам высказать свое отношение. Окончательное решение об образовании губернии с четким определением её границ принял III губернский съезд Советов, проходивший 21–24 апреля 1918 года.
15 июня 1918 года делегация во главе с М. В. Фрунзе выехала в Москву для официального утверждения губернии центральной властью. Вопрос рассматривался коллегией НКВД РСФСР. Хотя в некоторых источниках указывалась дата 18 июня (основываясь на упоминании о "суждении" коллегии в этот день), изучение подлинных протоколов в Государственном архиве РФ показало, что заседание коллегии НКВД, на котором было принято окончательное решение об образовании губернии, состоялось 20 июня 1918 года. Именно эта дата указана на протоколе.
В ходе подготовки постановления НКВД к публикации возникла кратковременная неясность с названием. Хотя в протоколе заседания коллегии губерния именовалась «Иваново-Вознесенской», в машинописном тексте постановления, подготовленном к печати, она была названа «Ивановской». В. П. Терентьев предполагает, что это могло быть сделано для краткости или для устранения религиозной коннотации («Вознесение»). Именно этот вариант названия («Ивановская») М. В. Фрунзе указал в своей знаменитой телеграмме от 20 июня: «Наша губерния официально утверждена сегодня двадцатаго под названием Ивановской точка поздравляю Фрунзе».
Однако перед самой публикацией, возможно, после консультаций или по настоянию Фрунзе, в заголовок машинописного текста постановления была внесена правка: слово «Ивановской» было зачёркнуто и сверху от руки вписано «Иваново-Вознесенской». Именно это название и стало окончательным официальным наименованием. Тем не менее, из-за спешки или недосмотра, в самом тексте опубликованного постановления НКВД в двух местах сохранилось первоначальное (ошибочное на тот момент) название «Ивановская», что впоследствии и вызывало вопросы.
Таким образом, Иваново-Вознесенская губерния была официально учреждена 20 июня 1918 года с центром в г. Иваново-Вознесенске. В её состав вошли:
- из Костромской губернии: Кинешемский уезд и Юрьевецкий уезд полностью, а также часть Нерехтского уезда (16 волостей[8]);
- из Владимирской губернии: Шуйский уезд полностью, часть Суздальского уезда (8 волостей[9]) и часть Ковровского уезда (7 волостей[10]).

Постановление НКВД предписывало немедленно созвать межгубернскую ликвидационную комиссию для урегулирования взаимоотношений новой губернии с Костромской и Владимирской,. Губерния сразу получила неофициальное, но широко используемое название «Красной губернии», что подчеркивало её политическое значение для большевиков.

### Первые годы и Гражданская война (1918—1920-е)
Становление губернии проходило в сложных условиях Гражданской войны и политики «военного коммунизма». Руководству губернии во главе с М. В. Фрунзе пришлось решать острые проблемы:
- Продовольственный кризис и отношения с крестьянством: Нехватка хлеба была хронической проблемой для «потребляющей» губернии. Организовывались продотряды для заготовок, вводилась карточная система[11]. Продовольственная диктатура вызывала резкое недовольство крестьянства, которое зачастую видело в создании губернии «большевистскую затею»[3]. В 1919 году происходили крупные крестьянские выступления (например, в Есиплевской волости, в районе Родников), связанные в том числе с дезертирством, для подавления которых привлекались рабочие отряды и красноармейские части[3]. Газета «Рабочий край» вела активную пропаганду против «кулаков» и «староприжимцев»[3].
- Организация управления и политическая работа: Формировались губернские органы власти: губисполком, комиссариаты (промышленности, труда, юстиции, просвещения, здравоохранения и др.), губсовнархоз, губернская ЧК[11]. Губернский комитет РКП(б) играл ключевую роль в управлении и мобилизации. После подавления Ярославского мятежа (июль 1918) Иваново-Вознесенск стал центром Ярославского военного округа, а М. В. Фрунзе — его комиссаром. Губерния стала важным центром подготовки партийных и военных кадров (военно-партийные курсы, Военная школа)[3], а также базой для мобилизации в Красноую армию[3]. Активно велась работа по вовлечению женщин в общественную жизнь[3].
- Экономика: Проводилась национализация крупных текстильных предприятий (декрет СНК от 28 июня 1918 года)[11]; губсовнархоз управлял промышленностью и ресурсами.
- Социальная сфера: В Иваново-Вознесенске в 1918 году были открыты Иваново-Вознесенский политехнический институт (на базе эвакуированного Рижского политехнического института) и Иваново-Вознесенский педагогический институт[11]. Развивалась сеть библиотек, клубов, создавались организации Пролеткульта[11].
- Военные вопросы: В губернии вводилось военное положение и всеобщее военное обучение[11].

IV губернский съезд Советов в сентябре 1918 года утвердил первое административное деление губернии на 5 уездов. Тогда же сёла Тейково и Середа получили статус городов.

### Проект «Образцового социалистического города» (1920-е — 1930-е)
В 1920-х годах, и особенно с переходом к НЭПу и последующей индустриализацией, Иваново-Вознесенск, как крупный промышленный центр и «третья пролетарская столица», стал ареной для реализации амбициозного проекта по созданию «образцового социалистического города». Этот проект включал не только новое строительство, но и коренную перестройку городского пространства и быта рабочих в соответствии с новой идеологией.
- Инфраструктура и жилищное строительство: До середины 1920-х годов город испытывал острейший дефицит базовой инфраструктуры: отсутствовали централизованный водопровод и канализация. Первые шаги были предприняты в 1925 году со строительством бани на Новиковской улице (завер Крупской) и разработкой планов по водоснабжению и канализации[12]. Началось строительство нового жилья для рабочих, часто в виде целых поселков, таких как «Рабочий край» (позднее посёлок им. Фрунзе) и «Красный Манчестер»[12]. Активно развивалось кооперативное строительство (ЖСКТ). Особое место занимали эксперименты с новыми типами жилья – домами-коммунами. В 1929–1931 годах был построен знаменитый 400-квартирный дом-коммуна (арх. И. А. Голосов), а также «Дом коллектива» и другие, призванные обобществить быт рабочих[12]. Архитектура этого периода отмечена влиянием конструктивизма.
- Общественные и культурные здания: Идеология требовала создания новых типов общественных пространств. Строились рабочие клубы, фабрики-кухни, новые школы (школа № 3 им. Октябрьской революции, 1928), здания Иваново-Вознесенского политехнического института (1928–1937, арх. И. А. Фомин и др.), Дом Советов (1930-е), кинотеатры (крупнейший — «Великан», 1932). Обсуждались, но не были реализованы грандиозные проекты, как, например, Дворец труда[12]. В городе действовала Совпартшкола (с 1925), Областная библиотека, Краеведческий музей.
- Промышленная архитектура: Новые промышленные гиганты также проектировались в духе архитектуры авангарда. Яркий пример – Новая Иваново-Вознесенская ткацкая фабрика (НИВТФ) (позднее Меланжевый комбинат им. К. И. Фролова), конкурс на проект которой прошел в 1926 году, а строительство велось в 1928–1929 годах. Здание прядильного корпуса стало одним из символов индустриальной мощи города[12].
- Градостроительство и символическое пространство: Разрабатывались генеральные планы развития города (1927, 1929–1930), направленные на создание нового центра и упорядочение застройки. Происходило массовое переименование улиц и площадей в честь революционных событий и деятелей (Площадь Революции, Проспект Ленина, улицы Советская, Маркса, Энгельса, Фрунзе и др.), что было важной частью формирования нового идеологического ландшафта[12].
- Транспорт: Развивалась система общественного транспорта. С 1926 года действовали автобусные маршруты, а в 1934 году был пущен трамвай[12].

Несмотря на масштабные планы, многие проекты остались нереализованными из-за нехватки средств, а также из-за смены архитектурных стилей в середине 1930-х годов. Тем не менее, период 1920-х — начала 1930-х годов оставил значительный след в архитектурном облике Иваново, сделав его одним из важнейших центров советского конструктивизма.

### Административные реформы
В 1920-е годы административно-территориальное деление губернии неоднократно менялось:
- В 1921 году был образован Иваново-Вознесенский уезд с центром в губернском городе[13].
- В 1922 году в состав губернии вошли Макарьевский уезд и часть Ковернинского уезда упразднённой Костромской губернии[13]. В губернии стало 7 уездов.
- В 1924 году прошла крупная реформа: были укрупнены волости, образован Родниковский район, присоединены Аньковская и Холуйская волости из Владимирской губернии[14]. Позже в том же году присоединены Пестяковская и Верхне-Ландеховская волости[15], которые в 1925 году переданы в Шуйский уезд[16].
- В 1925 году в состав губернии вошёл Юрьев-Польский уезд из Владимирской губернии[13]. В губернии стало 8 уездов и 1 район.
- В 1926 году был образован Вичугский район[13].

### Упразднение
Постановлением Президиума ВЦИК от 14 января 1929 года «Об образовании на территории РСФСР административно-территориальных объединений краевого и областного значения» Иваново-Вознесенская губерния была упразднена с 1 октября 1929 года. Её территория, наряду с территориями упразднённых Владимирской, Ярославской и Костромской губерний, стала основой для формирования новой крупной административно-территориальной единицы — Ивановской Промышленной области с центром в городе Иваново-Вознесенске. Эта реформа проводилась в рамках перехода к областному делению и была связана с планами индустриализации страны.

## Экономика
Основу экономики Иваново-Вознесенской губернии составляла Текстильная промышленность, унаследованная от дореволюционного периода. Иваново-Вознесенск, Шуя, Кинешма, Тейково, Середа (Фурманов), Родники, Вичуга были крупными центрами хлопчатобумажного, льняного и ситценабивного производства. Уже в 1918 году началась национализация крупнейших фабрик. Управление промышленностью осуществлялось через губсовнархоз. Губерния играла ключевую роль в снабжении страны тканями. Развивались также машиностроение (обслуживающее текстильную отрасль), химическая промышленность (красители), торфоразработки (топливо). Сельское хозяйство имело подчинённое значение, губерния не обеспечивала себя продовольствием, что создавало постоянные трудности со снабжением.

## Население
По данным Всесоюзной переписи населения 1926 года, в Иваново-Вознесенской губернии проживало 1 195 804 человека.
- **Городское население**: 221 723 чел. (18,5 %)
- **Сельское население**: 974 081 чел. (81,5 %)

Национальный состав был преимущественно однородным: Русские составляли 99,3 % населения.
Распределение населения по уездам и районам (1926 г.):
| Уезд (район)              | Центр                 | Население, чел. | в т.ч. городское | Площадь, тыс. км² | Плотность, чел./км² |
| ------------------------- | --------------------- | --------------- | ---------------- | ----------------- | ------------------- |
| Иваново-Вознесенский уезд | г. Иваново-Вознесенск | 176 146         | 111 184          | 1,9               | 92,7                |
| Кинешемский уезд          | г. Кинешма            | 172 612         | 22 270           | 4,7               | 36,7                |
| Макарьевский уезд         | г. Макарьев           | 64 828          | 3 112            | 8,2               | 7,9                 |
| Середской уезд            | г. Середа             | 70 308          | 9 882            | 1,5               | 46,9                |
| Тейковский уезд           | г. Тейково            | 97 145          | 12 988           | 2,6               | 37,4                |
| Шуйский уезд              | г. Шуя                | 193 733         | 29 971           | 4,6               | 42,1                |
| Юрьевецкий уезд           | г. Юрьевец            | 180 121         | 8 897            | 5,5               | 32,7                |
| Юрьев-Польский уезд       | г. Юрьев-Польский     | 127 818         | 9 262            | 3,0               | 42,6                |
| Вичугский район           | раб. пос. Вичуга      | 66 038          | 8 915            | 1,0               | 66,0                |
| Родниковский район        | раб. пос. Родники     | 47 155          | 5 242            | 0,7               | 67,4                |
| Всего по губернии         | г. Иваново-Вознесенск | 1 195 804       | 221 723          | 33,7*             | 35,5                |

* Сумма площадей уездов/районов по источнику (Демоскоп Weekly) даёт 33,7 тыс. км², что незначительно отличается от общей площади, указанной в инфобоксе (33,5 тыс. км²), возможно, из-за округлений или разных методик подсчёта.

## Административное деление
Административное деление губернии претерпело несколько изменений за время её существования.
- 1918 год (июнь): При образовании губерния была разделена на 5 уездов[13]:
  - Кинешемский уезд (центр — Кинешма)
  - Середской уезд (центр — Середа)
  - Тейковский уезд (центр — Тейково)
  - Шуйский уезд (центр — Шуя)
  - Юрьевецкий уезд (центр — Юрьевец)
- 1921 год: Образован 6-й уезд — Иваново-Вознесенский (центр — Иваново-Вознесенск) из частей Середского, Тейковского и Шуйского уездов[13].
- 1922 год: Присоединён Макарьевский уезд из упразднённой Костромской губернии[13]. В губернии стало 7 уездов.
- 1924 год: Проведена реформа по укрупнению волостей. Образован Родниковский район[14]. К губернии присоединены части территорий из Владимирской губернии[14],[15].
- 1925 год: В состав губернии включён Юрьев-Польский уезд из Владимирской губернии[13]. В губернии стало 8 уездов и 1 район.
- 1926 год: Образован Вичугский район[13].
- На начало 1929 года: Губерния делилась на 8 уездов и 2 района[1]:
  - Уезды: Иваново-Вознесенский, Кинешемский, Макарьевский, Середской, Тейковский, Шуйский, Юрьевецкий, Юрьев-Польский.
  - Районы: Вичугский, Родниковский.

Уезды делились на волости, районы — на сельсоветы.